# Le Fieu
Le Fieu är en kommun i departementet Gironde i regionen Nouvelle-Aquitaine i sydvästra Frankrike. Kommunen ligger i kantonen Coutras som tillhör arrondissementet Libourne. År 2022 hade Le Fieu 501 invånare.

## Befolkningsutveckling
Antalet invånare i kommunen Le Fieu
Referens:INSEE